# Aleksandr Langfang
Aleksandr Iwanowicz Langfang (ros. Александр Иванович Лангфанг, ur. we wrześniu 1907 w Brześciu, zm. 21 lutego 1990 w Moskwie) – funkcjonariusz radzieckich służb specjalnych, generał porucznik (pozbawiony stopnia).

## Życiorys
Do 1920 uczeń szkoły miejskiej, później był budowlańcem i robotnikiem fabrycznym, od września 1925 członek WKP(b), od września 1929 do września 1931 służył w Armii Czerwonej w Symferopolu. Od października 1931 w organach OGPU ZSRR, od 15 kwietnia 1933 do 10 lipca 1934 pełnomocnik Wydziału 6 Zarządu Ekonomicznego OGPU ZSRR, od 10 lipca 1934 do 25 maja 1935 pełnomocnik Wydziału 6 Wydziału Ekonomicznego Głównego Zarządu Bezpieczeństwa Państwowego, od 25 maja 1935 do grudnia 1936 pełnomocnik operacyjny Oddziału 9 Wydziału Ekonomicznego Głównego Zarządu Bezpieczeństwa Państwowego, od 11 grudnia 1935 młodszy porucznik bezpieczeństwa państwowego. Od grudnia 1936 do 1 września 1937 pełnomocnik operacyjny Oddziału 9 Wydziału 3 Głównego Zarządu Bezpieczeństwa Państwowego, później pomocnik szefa tego oddziału, od 27 listopada 1938 do 1 lipca 1940 szef Sekcji Śledczej i zastępca szefa Wydziału 3 Głównego Zarządu Bezpieczeństwa Państwowego, 17 stycznia 1939 awansowany na kapitana bezpieczeństwa państwowego. Od maja 1940 do lipca 1941 odkomenderowany służbowo do Grecji, od 11 sierpnia do 30 listopada 1941 szef Wydziału 6 Zarządu 1 NKWD ZSRR, od 30 listopada 1941 do 14 maja 1943 szef Wydziału 4 Zarządu 1 NKWD ZSRR, 27 kwietnia 1942 awansowany na majora bezpieczeństwa państwowego, a 14 lutego 1943 komisarza bezpieczeństwa państwowego. Od czerwca do sierpnia 1942 odkomenderowany służbowo do Mongolii i Tuwy, od 14 maja 1943 do 27 czerwca 1946 szef Wydziału 4 Zarządu 1 NKGB/MGB ZSRR, 2 lipca 1945 mianowany komisarzem bezpieczeństwa państwowego 3 rangi, a 9 lipca 1945 generałem porucznikiem. Od 1 sierpnia 1946 w rezerwie, w styczniu 1949 odkomenderowany służbowo do Sinciangu, od 6 czerwca 1950 do 17 lipca 1953 przedstawiciel Komitetu Informacji przy Ministerstwie Spraw Zagranicznych/MGB/MWD ZSRR przy wywiadzie zagranicznym ChRL, od 17 lipca 1953 do 17 marca 1954 starszy doradca MWD ZSRR przy Ministerstwie Bezpieczeństwa Publicznego i Wywiadu Zagranicznego ChRL, od 17 marca do 19 listopada 1954 w rezerwie zarządu kadr KGB ZSRR, od 19 listopada 1954 do 20 sierpnia 1955 zastępca szefa Zarządu KGB Kraju Krasnojarskim, następnie zwolniony "z powodu dyskredytacji".
17 sierpnia 1956 pozbawiony stopnia generała porucznika „za naruszenie socjalistycznej praworządności przy prowadzeniu śledztw i fałszowanie materiałów śledczych”. 3 kwietnia 1957 wykluczony z partii, następnego dnia aresztowany, 9 września 1958 skazany na 15 lat więzienia, 4 kwietnia 1972 zwolniony.

## Odznaczenia
- Order Czerwonego Sztandaru (dwukrotnie - 5 listopada 1944 i 24 listopada 1950)
- Order Czerwonej Gwiazdy (dwukrotnie - 26 kwietnia 1940 i 3 listopada 1944)
- Odznaka "Honorowy Czekista" (Mongolska Republika Ludowa)
- Order Pracy (Tuwińska Republika Ludowa, 1942)
- Odznaka "Honorowy Funkcjonariusz Czeki/GPU (XV)" (31 sierpnia 1937)

I medal.